# 기다 히나타
기다 히나타(일본어: 喜田 陽, 2000년 7월 4일 ~ )는 일본의 축구 선수이다.

## 구단 경력
2018년 J1리그의 세레소 오사카에 입단하였다. 2019년 J2리그의 아비스파 후쿠오카에서 뛰었다.

## 국가대표팀 경력
그는 2017년 FIFA U-17 월드컵에 참가할 일본 U-17 국가대표팀에 발탁되었으며, 3경기에 출전했다.
2019년 FIFA U-20 월드컵에 참가할 일본 U-20 국가대표팀에도 선발되었으나 경기에 출전하지는 못하였다.